# Gibrán Bazán
Gibrán Bazán (10 de agosto de 1972) es un director, productor y guionista mexicano. Es el único alumno del cineasta de culto Juan López Moctezuma, con quien en numerosos proyectos que incluyen la serie de mediometrajes Yo Vampiro y participó en la última película de este creador El alimento del miedo. Asimismo es coautor con Moctezuma del guion del largometraje Pinocho Negro, que iba a ser protagonizado por el actor David Carradine en el papel de un Gepetto cyberpunk y que el director no pudo realizar por su fallecimiento en los años noventa.

## Trabajo como Director
Como director, ha realizado los cortometrajes Retrofuga en off, Canok, el hombre perdido y Ruta Camus.  En 2012 produjo y dirigió el documental Los rollos perdidos, narrado por el actor Daniel Giménez Cacho, acerca de las filmaciones secretas de 1968 de la represión a los estudiantes en Tlatelolco y el incendio de la Cineteca en 1982. que fue estrenado en la Cineteca Nacional de México y Cinépolis y proyectado en diversas salas independientes y universidades en el territorio nacional y el extranjero. En 2016 Canal 22 lo solicitó para su proyección nacional e internacional, teniendo 4 millones de espectadores en su estreno nacional por señal abierta.
En 2014 estrena su primer largometraje de ficción Generación Spielberg con guion de su autoría. Tuvo screenings Cannes y Venecia, y formó parte de la selección oficial en el Festival de El Paso, Festival de Aguas Calientes y Festival de Cine Global de Santo Domingo. Además, continúa presentándose en festivales y muestras en diversos países como Corea, India, Indonesia, República Dominicana, México, varios estados de los Estados Unidos como Texas, Atlanta y California, Canadá, España, Italia, Irán, Turquía, Perú, Colombia, Rusia, entre otros. 
En 2017 dirige y produce el largometraje documental “Territorio Leonora”, sobre la vida en México de la pintora surrealista Leonora Carrington, estrenado en mayo de 2018 en la Cineteca Nacional. Ese mismo año emprende el proyecto “Arritmia”, la primera coproducción México-Sicilia, filmada en París y Sicilia. En 2018 finaliza el largometraje “El Buquinista” y comienza la filmación del largometraje “Kintsugi”.  

## Trabajo como Guionista
Como guionista, además de Generación Spielberg y El Buquinista, es también autor de los guiones para largometraje de ficción:  Reflejos de eternidad, Serapis Radax, La mujer de la luna,  Doña Luz asesina serial, Haiku de amor y El Historial. En el campo de la literatura es autor de las novelas Signo de Hecatónquires y El Ello”.